# Козленко Анатолій Михайлович
Козленко Анатолій Михайлович (12 лютого 1951, с. Грузьке, Конотопського району, Сумської області) – організатор виробництва і громадський діяч, дипломат, фахівець у сфері управління енергоефективністю, заступник Міністра з питань житлово-комунального господарства України (2007-2009 рр.).

## Життєпис та трудова діяльність
Народився 12 лютого 1951 року у селі Грузьке, Конотопського району, Сумської області.
Після закінчення Грузчанської середньої школи у 1966-1969 рр. навчався у Київському будівельному технікумі транспортного будівництва. За направленням технікуму працював у мостозагоні в м. Владивосток.
У 1970-1972 роках проходив службу у рядах Радянської Армії.
У період з 1973 по 1979 роки навчався на вечірньому відділенні Київського автомобільно-дорожнього інституту та отримав спеціальність інженера-будівельника.
1972-1981 рр. – майстер, старший майстер, начальник цеху, начальник  планово-виробничого відділу, головний інженер дослідно-експериментального заводу у м. Бровари.
1981-1996 рр. – директор заводу «Факел», с. Княжичі Броварського району Київської області. У 1985 році завод був включений до складу МНТК «Інститут електрозварювання ім. Є.О.Патона»
1984-1994 рр. – депутат Броварської міськради, депутат та член виконкому Княжицької сільської ради.
У 1986 р. створив перше в Україні високотехнологічне спільне підприємство «Інтерфакел» з австрійською фірмою «ІНТЕРВЕЛД» з впровадження технологій та виготовлення газотермічного, плазмового обладнання для відновлення та зміцнення поверхонь деталей машин.
У кінці 80-х років та у першій половині 90-х років був керівником низки спільних підприємств «ФРОНІУС-ФАКЕЛ» (з австрійською фірмою ФРОНІУС, виготовлення зварювальних апаратів), «ФАКЕЛ- АУТО»(офіційний дилер фірми «ОПЕЛЬ», ФРН та «МОБІЛ», США), «АВІЛА-ФАКЕЛ» (виготовлення фермерського обладнання, ФРН) «БАУФАКЕЛ» (офіційний дилер фінської фірми «РАУНТУРРУКІ», виготовлення металочерепиці), «ЄВРО-ФАКЕЛ» (Італія, автоматизовані стелажі), «ОКТАН-ФАКЕЛ» (Словаччина, будівництво АЗС), «БУЛАТ-ФАКЕЛ» (зміцнення поверхонь інструменту), СП «РОТОР» (технології зварювання алюмінію, Австрія), «ВІДЕНЬ» (Австрія, консалтингова та торгівельна діяльність), «ТТН-ФАКЕЛ», «ФАКЕЛ-БУД», ТД «СВАРКА».
У травні 1992 році під час першого візиту Президента України до США був у складі бізнес-делегації.
1996-2001 рр. – 1-ий секретар Посольства України в ФРН, заступник, в.о. керівника торгівельно-економічної місії у складі Посольства України у ФРН, м. Берлін. Брав участь у організації виставкової експозиції України на всесвітній виставці «ЕКСПО-2000» (м. Ганновер), забезпечував представництво України на сільськогосподарській виставці «Зелений тиждень» (м. Берлін).
2001-2003 рр. – заступник, перший заступник голови Полтавської обласної державної адміністрації, депутат Полтавської облради (2002-2006 рр.). Відповідав за забезпечення теплом, водою та газом житлово-комунального господарства Полтавської області, спорудження житла та об’єктів соціального призначення, розвиток міжнародної діяльності підприємств регіону.
2004-2007 рр. – начальник Державної інспекції з контролю за цінами. Забезпечив розробку та впровадження автоматизованої системи моніторингу споживчих цін соціальної групи товарів у межах повноважень Державної інспекції з контролю за цінами. Брав безпосередню участь підготовці фахівців з моніторингу та ринкових методів регулювання цін з використанням німецького досвіду.
2007-2008 рр. – директор з розвитку ТОВ «Реал – Гіпермаркет Україна»,АТ «METRO». розробка проєктів з розширення мережі супермаркетів .
2008-2009 рр. – заступник Міністра з питань житлово-комунального господарства України. Опікувався координацією діяльності служб із забезпечення теплом та водою об’єктів житлово-комунального господарства, брав участь у розробці програми реформування ЖКГ.
2009-2011 рр. – заступник голови правління ВАТ «Укрзв’язокбуд».
2012-2015 рр. – директор комунального підприємства «Група впровадження проєктів» Київської міської державної адміністрації. Реалізував програму підвищення енергоефективності бюджетних закладів м. Києва із залученням коштів міжнародних фінансових організацій (Світового банку, NEFCO, GIZ, USAID, Європейського інвестиційного банку та ін.), організував проведення навчання енергоменеджерів у Швеції, Німеччині, Італії, Естонії, Чехії, Словаччині, забезпечив створення демонстраційного центру енергоефективності у м. Києві (вул. Поліська, 9).
2015-2016 рр. – заступник директора ПП «Етал-буд», м.Київ.
З 2016 р. і дотепер – директор Центру управління енергоефективністю Київського національного університету технологій та дизайну.

## Членство у професійних та громадських організаціях
У різні роки був помічником народних депутатів Верховної Ради України Попова О.П., Кучеренка О.Ю., Демчишина В.В., радником голови Київської ОДА Присяжнюка А.Й., голови КМДА Попова О.П.
1987-1991 рр. – член правління Асоціації спільних підприємств, створених в СРСР.
1991-1996 рр. – член Ради підприємців при Кабінеті міністрів України та правління української Асоціації спільних підприємств.
З 2009 р. і дотепер – голова Комісії з енергоефективності Українського національного комітету Міжнародної торговельної палати (ІСС Україна).
З 2015 р. і дотепер – член Антикризової ради при Українському союзі промисловців та підприємців.
З 2018 р. і дотепер – учасник засідання Групи високого рівня «Україна-Німеччина», як представник ІСС.

## Нагороди та відзнаки
Бронзова медаль ВДНГ СРСР, Почесна грамота Кабінету міністрів України, Почесна грамота Полтавської обласної ради, переможець Національного бізнес-рейтингу ТПП України «Державний керівник року» (2012 р.), орден «Зірка слави. Економіка України» Національного бізнес-рейтингу України (2014р.), відзнака «За заслуги» Фонду ветеранів військової розвідки, знак пошани Київського міського голови.